# Dhapparuhuraa
Dhapparuhuraa is een van de onbewoonde eilanden van het Haa Alif-atol behorende tot de Maldiven.